# Конрад Старший
Конрад Старший (нем. Konrad der Ältere; 845/860 — 27 февраля 906) — граф в Верхнем Лангау c 886 года, граф в Гессенгау с 897 года, граф в Гоцфельдгау с 903 года, граф в Веттерау с 905 года, граф в Вормсгау в 906 году, герцог Тюрингии в 892—893 годах, герцог Франконии.

## Биография

### Правление
Конрад был старшим сыном графа Лангау Удо. После смерти отца он унаследовал Верхнее Лангау, а также фогтство над монастырями Святого Максимина в Трире и Кеттенбах.
Конрад входил в близкое окружение короля Восточно-Франкского королевства Арнульфа Каринтийского. По одной версии родственницей Конрада была Ода, жена Арнульфа, по другой — Глисмут, жена Конрада, была дочерью Арнульфа. Пользуясь поддержкой Арнульфа, Конрад смог существенно укрепить своё положение во Франконии. Резиденция Конрада находилась во Фрайдесларе (сейчас это Фритцлар) в Гессенгау.
Практически все своё правление Конрад провёл во вражде с домом Поппонидов за контроль над Франконией. Первоначально его противниками были сыновья графа Поппо I из Грапфельда — Генрих, а затем Поппо II. В 892 году король Восточно-Франкского королевства Арнульф Каринтийский сместил с поста герцога Тюрингии и маркграфа Сорбской марки Поппо II, назначив на его место Конрада, что послужило одним из поводов к вражде. Одновременно брат Конрада Рудольф I был назначен епископом Вюрцбурга, что ещё более упрочило положение Конрадинов во Франконии. Однако пост герцога Тюрингии Конрад занимал недолго, вскоре король Арнульф заменил его, поставив герцогом Бурхарда.
В 899 году умер Арнульф Каринтийский, новым королём стал его малолетний сын Людовик IV Дитя. Родственники Конрада заняли главенствующие позиции при королевском дворе, определяя политику государства, а сам он, вместе с архиепископом Майнца Гаттоном I, стал одним из регентов при малолетнем монархе. В 903 году брат Конрада Гебхард был назначен герцогом Лотарингии, однако он не смог добиться реальной власти в герцогстве, которым фактически управлял Ренье I Длинношеий.
Вражда Конрадинов с Поппонидами возобновилась в 902 году, когда Конрадинам удалось их разбить. Постепенно Конрад смог объединить в своих руках весь Гессен, присоединяя к своим владениям конфискованные у Поппонидов графства. Его владения позже составили герцогство Франкония. Во Франконии Конрад пользовался фактически герцогской властью, однако неизвестно, носил ли он герцогский титул.
В начале 906 года глава дома Поппонидов Адальберт, воспользовавшись тем, что Конрад отослал старшего сына с частью армии в Лотарингию, вторгся в его владения. 27 февраля около Фридеслара он напал на Конрада, который в итоге погиб. После этого Адальберт в течение трёх дней опустошали окрестности.
Тело Конрада было погребено в церкви Святого Мартина в Вайльбурге.

### Семья
Жена: Глисмут (ок. 865 — 26 апреля 924). Точное её происхождение неизвестно, есть несколько гипотез о её происхождении. По гипотезе Дональда Джекмана, Глисмут была связана родством с герцогами Тюрингии. Её отцом он считал герцога Тахульфа. По другой версии, она была дочерью короля Арнульфа Каринтийского. Дети:
- Конрад I (около 881 — 23 декабря 918), герцог Франконии с 906 года и король Восточно-Франкского королевства с 911 года; жена: с 913 года — Кунигунда (около 882 — 7 февраля 915), дочь пфальцграфа Швабии Бертольда I, вдова маркграфа Баварии Луитпольда
- Эберхард (около 885 — 2 октября 939), герцог Франконии с 911 года, граф в Верхнем Лангау и Иттергау; жена: N
- Оттон (умер после 918), граф в Рухгау[3]
- (?) дочь; муж: Бурхард Тюрингский (ум. после 913).